# لويس فرنانديز دي كوردوفا
لويس فرنانديز دي كوردوفا (بالإسبانية: Luis Fernández de Córdova)‏ هو عسكري ودبلوماسي إسباني، ولد في 2 أغسطس 1798 في سان فرناندو في إسبانيا، وتوفي في 22 أبريل 1840 في لشبونة في البرتغال.